# مولود إردينج
ميولوت إردينج (بالفرنسية: Mevlüt Erdinç)‏، من مواليد 25 فبراير 1987 في سانت كلود في فرنسا، لاعب كرة قدم تركي.
بدأ مسيرته الكروية مع نادي سوشو الفرنسي في عام 2003، وهو يلعب الآن في نادي باريس سان جرمان حامل للجنسيتين التركية والفرنسية .
بدأ باللعب مع منتخب تركيا لكرة القدم في عام 2008.

## روابط خارجية
- مولود إردينج على موقع الاتحاد الدولي (مؤرشف)  (الإنجليزية)
- مولود إردينج على موقع الاتحاد الأوربي (الإنجليزية)
- مولود إردينج على موقع اتحاد تركيا (لاعب) (الإنجليزية)
- مولود إردينج على موقع إي إس بي إن إف سي (الإنجليزية)
- مولود إردينج على موقع قاعدة بيانات كرة القدم.إي يو (الإنجليزية)
- مولود إردينج على موقع ليكيب (الفرنسية)
- مولود إردينج على موقع ناشيونال فوتبول تيمز (الإنجليزية)
- مولود إردينج على موقع Soccerway.com (الإنجليزية)
- مولود إردينج على موقع عالم كرة القدم.نت (الإنجليزية)
- مولود إردينج على موقع AS.com (الإسبانية)